# Gulbrun

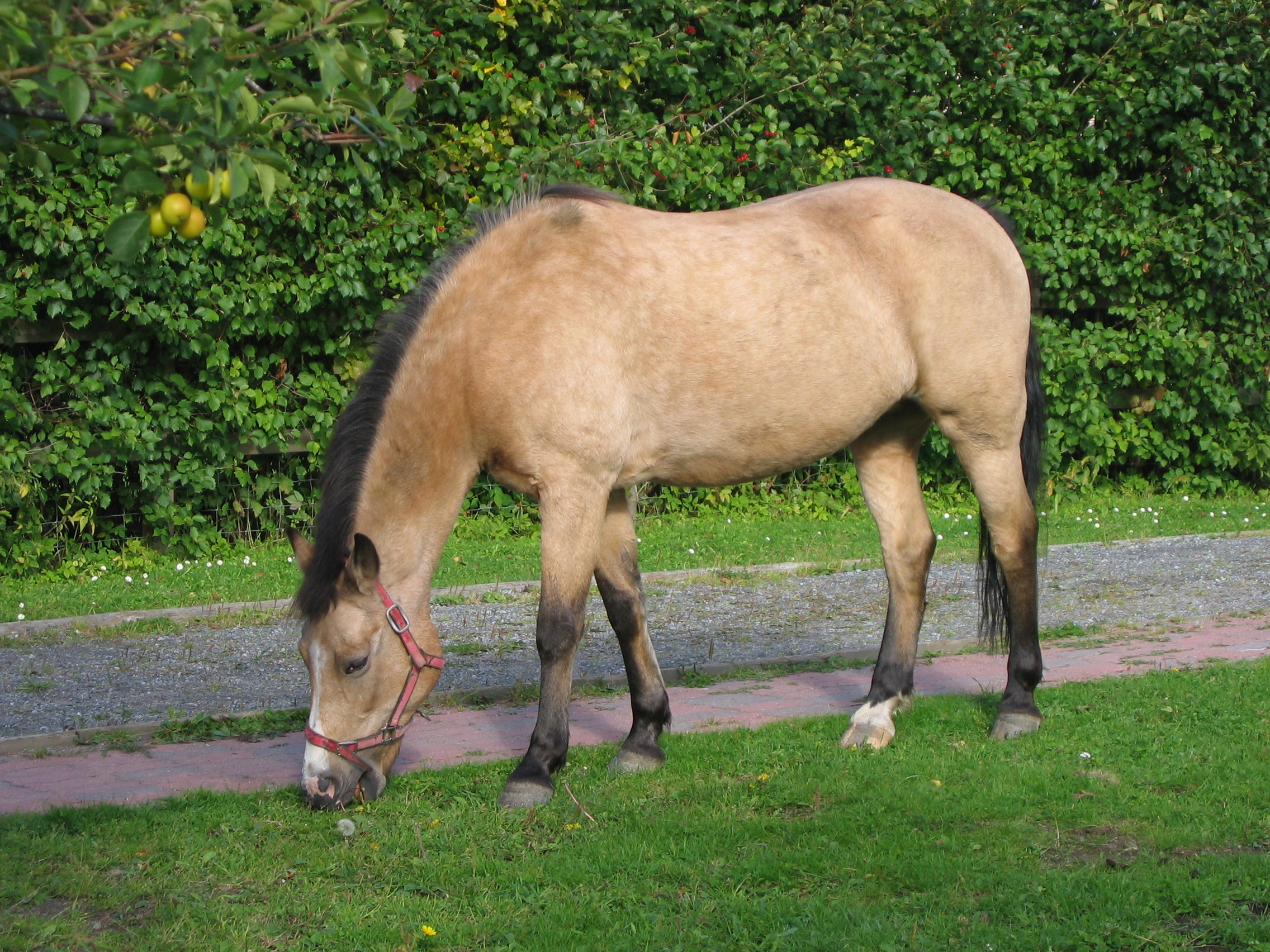
Gulbrun New Forest-ponny

Gulbrun (förr kallad bork) är en hästfärg där täckhåren (pälsen) är gulbruna och man, svans och ben är svarta. Gulbrun baseras på färgen brun och har därför samma utbredning av svart som en brun häst, men en gulbrun har aldrig något rött i den gula pälsen, vilket bruna hästar alltid har.
Gulbrun kan lätt förväxlas med black och ljusbrun.
På engelska kallas gulbrun för buckskin. I USA är hästar med denna färg väldigt populära.

## Genetik
Gulbrun orsakas av en kopia av Gul-genen (CcrC) på brun. Samma gen (CcrC) på fux orsakar Isabell. (CcrC) på svart häst blir gulsvart, men är svårt att urskilja från svart (kan upptäckas med DNA prov). Dubbla kopior av genen (CcrCcr) ger gulvit (på fux), Pärlvit (på brun) och rökvit (eller smokey black) på svart. Gul (Ccr) är den enda hästfärgs-gen som ger mer effekt i dubbel uppsättning än enkel.
Om båda föräldrarna är gulbruna är det 50% chans till att avkomman blir CcrC och 25% CcrCcr, alltså "dubbelgul" (Gulvit, Pärlvit eller Rökvit).